# クレアの秘宝伝 女神の夢と魔法の遺跡
『クレアの秘宝伝 女神の夢と魔法の遺跡』（クレアのひほうでん めがみのゆめとまほうのいせき）は、パオン・ディーピーが製作した2018年のパチスロ機。プロモーションなどは前作同様に大都技研がおこなっている。導入は8月6日。型式名は「クレアの秘宝伝 女神の夢と魔法の遺跡/P4」。
元々は秘宝伝シリーズのスピンオフ機ながら、クレアの秘宝伝タイトルで3作目の製作となった。ボーナスゲームをメインの出玉契機とするタイプで、BIG BONUS（ビッグボーナス、BB）の後には最大30ゲームのRTも搭載している。

## スペック
ボーナスゲームに当選する確率は設定1で約 1/149と前作『クレアの秘宝伝〜眠りの塔とめざめの石〜』よりさらに当たりやすくなっているとのこと。設定は1，2，5，6の4段階。下表のうち「ボーナス合成」とはBB、RBいずれか（『#ボーナスゲーム』節参照）に当選する確率を示す。機械割についてはパチスロ用語の一覧#機械割参照。
| 設定  | ボーナス合成 | 機械割 |
| ----- | ------------ | ------ |
| 設定1 | 1/148.9      | 98.0%  |
| 設定2 | 1/143.1      | 99.8%  |
| 設定5 | 1/133.2      | 104.6% |
| 設定6 | 1/129.0      | 108.4% |

### ボーナスゲーム
ボーナスゲームはBIG BONUS(BB) とREGULAR BONUS(RB) の二種類があり、BBについてはさらに同色、異色の2種類がある。払い出しは下表の通り。
| ボーナス種類      | 払い出し | 純増      | 備考                                                    |
| ----------------- | -------- | --------- | ------------------------------------------------------- |
| BIG BONUS(同色)   | 345枚    | 最大302枚 | 赤7揃い or 黄（クレア）揃い                             |
| BIG BONUS(異色)   | 228枚    | 最大203枚 | 赤赤黄 or 黄黄赤                                        |
| REGULAR BONUS(RB) | 112枚    | 最大105枚 | 赤赤BAR or 黄黄BAR（BARはHIHOUDENと表示された白い図柄） |

表中の「最大」というのは各ボーナス中に特定の手順を成功させることで得られる枚数。具体的には、筐体の液晶左の台枠下部分のランプ点灯時に逆押し（停止ボタンを右から順に押すこと）で左リールに3連クレアを揃えればよい。BBの場合は2回、RBの場合は1回この手順を実行することにより最大の払い出しが得られる。RB消化中は停止目によりスイカの取りこぼしが発生することがあるため、左リールに赤7を避けて打つ必要がある。3連クレアを狙っておくと良い。
BIG BONUS(BB) はストーリーBB 6話とミュージックBB 36種類の合計42種類。ミュージックBBとは過去の大都技研製の台で使用されていた楽曲を選択してボーナスゲーム中に視聴できるというもので、ボーナスゲーム中の逆押しに成功することにより、選択できる楽曲が徐々に開放されていく仕組み。
また、同色・異色問わずBB終了後は最大30ゲームのRTへ移行する。BB終了直後に矢印キーを操作することによりRTの演出を選択できる。この演出は上記ミュージックBBと同じく、開放条件を満たすことで最大10種類から選択できるようになる。

### 小役の払い出し枚数
通常時の小役揃いによる払い出しは下表の通り。
| 小役     | 払い出し | 備考                                            |
| -------- | -------- | ----------------------------------------------- |
| ベル     | 7枚      |                                                 |
| スイカ   | 7枚      |                                                 |
| チェリー | 2枚      | 左リールにさえ停止すれば、図柄3つ揃える必要なし |

## ゲームフロー
通常時は原始の森、戦慄の迷宮、はじまりの遺跡の3ステージのいずれかに滞在する。リプレイ以外の特定役の一部で高確率ステージもしくは連続演出を経由してボーナスゲームへ移行することがある。チャンス目の一部で突入する高確率ステージは前作と同じく 3種類で、高確率、超高確率および極高確率が存在する。 ボーナスゲーム後は（BBならRTを経由したあとで）通常時に戻る。

### 実機カスタム
BET前に矢印キーを操作することで、過去の大都技研製のパチスロをモチーフとしたスキンを選択し使用することができる。具体的には通常時と高確率ステージにおいて、液晶左右の表示とBET、レバーON、停止音が変化する。これも前記ミュージックBBやRT演出と同様に、開放条件を満たすことで最大7種類から選択できるようになる。選択できる機種はデフォルトの『クレアの秘宝伝のほかに、『押忍!番長』、『政宗』、『SHAKE』、『ギラギラ爺サマー』、『忍魂』、『吉宗』というラインナップ。
本作から導入されたギミックで、「何度打っても飽きない仕様」という評価をされている。

## 登場人物
基本的に前作と同一。
クレア（子供）
声 - 明坂聡美
金髪ショートヘアの褐色変身幼女。とある王国のおてんば姫という設定。家出続行中。
クレア（大人）
声 - 明坂聡美
変身後の姿。性格も大人に変身。
レオン
声 - 三瓶由布子
前々作でクレアに同行したために誘拐犯扱いされてしまった元・守護剣士で現在は無職。青頭。飲食店にてシャロンに置き去りにされて無銭飲食扱いからの強制労働をさせられている。
シャロン
声 - 佐藤利奈
自称商人。赤頭。今回の遺跡の地図をどこからか持ってきて一行を新たな冒険へ誘う。
イヌビス、アグリー
クレアの飼い犬と炎の精霊。ここまでがクレア一行。
その他、マーヤとハルトも健在。